# 贝代尚
贝代尚（法語：Bédéchan，法語發音：[bedeʃɑ̃]）是法国热尔省的一个市镇，属于欧什区。

## 地理
贝代尚（43°34'21"N, 0°48'0"E）面积7.84 平方千米，位于法国奧克西塔尼大區热尔省，该省份为法国西南部内陆省份，北起顺时针与洛特-加龙省、塔恩-加龙省、上加龙省、上比利牛斯省、大西洋比利牛斯省和朗德省接壤。
与贝代尚接壤的市镇（或旧市镇、城区）包括：圣卡普赖、欧里蒙、布洛尔、卡斯泰尔诺巴尔巴朗、蒂朗蓬泰雅克。

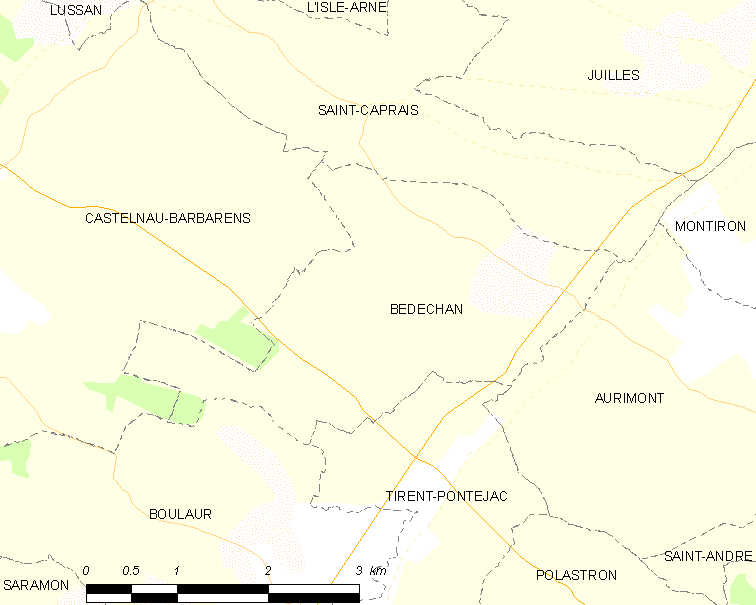
贝代尚的OSM定位图

贝代尚的时区为UTC+01:00、UTC+02:00（夏令时）。

## 行政
贝代尚的邮政编码为32450，INSEE市镇编码为32040。

## 政治
贝代尚所属的省级选区为阿斯塔拉克-日莫讷县。

## 人口

1962-2008年间贝代尚人口变化图示

贝代尚于2022年1月1日时的人口数量为133人。